# Pamplemousses
Pamplemousses /=grejpfrut/ je jedan od devet distrikata Mauricijusa smješten na sjeveru otoka. Prostire se na 179 km² i ima 122.352 stanovnika (2000.) Glavni grad je selo Triolet (Trou aux Biches) s hramom Maheshwarnath, najvećim u Mauricijusu. Svjetski je poznat po atraktivnim kraljevskim botaničkim vrtovima Sir Seewoosagur Ramgoolam Botanical Gardens, prozvanim po mauricijuškom premijeru Seewoosagur Ramgoolam (शिवसागर रामगुलाम), i najveća su turistička atrakcija Mauricijusa u kojima se osobito ističu divovski vodeni ljiljani. Vrtove je 1735. dao napraviti Bertrand-François Mahé de La Bourdonnais za Mon Plaisir Château, a na njihovoj konstrukciji kasnije rade i hortikulturisti Pierre Poivre i James Duncan.

## Gradovi i naselja (2007)
- Arsenal 2 664
- Baie du Tombeau 13 485
- Calebasses 4 766
- Congomah 2 005
- Crève Coeur 3 175
- DʿEpinay 5 360
- Fond du Sac 5 943
- Le Hochet 15 581
- Long Mountain 7 971
- Morcellement Saint André 6 305
- Notre Dame 4 059
- Pamplemousse 9 059
- Plaines des Papayes 7 810
- Pointe aux Piments 7 747
- Terre Rouge 9 808
- Triolet 23 858
- Villebague 2 642